# أولاكس متراكب
أولاكس متراكب (الاسم العلمي: Olax imbricata) هو نوع من النباتات يتبع جنس الأولاكس من الفصيلة الأولاكسية.